# Милосърдие
Милосърдието е общочовешка и религиозна ценност, която повелява себеотрицание, уважение към другите и изява на добротата.
Милосърдие означава оказване на помощ на попадналите в беда, което цели да намали обсега на човешките несполуки. То се характеризира със себеотрицание, отказ от егоистичната и суетна самодостатъчност, преодоляване на хладния и незаинтересован поглед към човешките страдания. За това е необходима вяра в същата способност на останалите хора. Семейството е първото място, където се внушава тази ценност.